# Port lotniczy Woleai
Port lotniczy Woleai – port lotniczy zlokalizowany na wyspie Woleai, w Mikronezji.